# 1983 en droit
Cet article présente les faits marquants de l'année 1983 en droit.

## Événements

### Janvier
- 17 janvier, Nigéria : décret d'expulsion des immigrés clandestins au Nigéria[1]. Un million d’immigrés sont expulsés[2].

### Juillet
- 22 juillet : l’état de guerre, en vigueur en Pologne depuis 1981, prend fin après un voyage du pape Jean-Paul II couronné de succès.

### Novembre
- 15 novembre : proclamation de la république turque de Chypre du Nord. Elle n’est reconnue, encore à ce jour, que par la Turquie.